# Pájaros
Pájaros foi um grupo armado ilegal que existiu durante a época da chamada La Violencia, sendo formado por camponeses e habitantes de afiliação conservadora, provenientes de povoados com esta afiliação, principalmente no Valle del Cauca e especialmente em Tuluá, sendo um esquadrão da morte semelhante ao Los Chulavitas (uma facção parapolicial conservadora que atuava no Planalto Cundiboyacense). O objetivo dos "Pájaros" - nome dado em 1950 após a ascensão de Laureano Gómez à presidência - era assassinar e intimidar os moradores e camponeses de afiliação liberal que se opunham aos governos de Mariano Ospina Pérez e Laureano Gómez. Os "Pájaros" eram pagos com grandes somas de dinheiro por vários membros do alto comando conservador.